# Cristina Teuscher
Pour les articles homonymes, voir Teuscher.
Cristina Teuscher est une nageuse américaine née le 12 mars 1978 dans le Bronx, à New York. Elle est championne olympique du relais 4 × 200 mètres nage libre aux Jeux olympiques d'été de 1996 à Atlanta et médaillée de bronze du 200 mètres 4 nages aux Jeux olympiques d'été de 2000 à Sydney.